# Vovciîșciovîci, Mostîska
Vovciîșciovîci (în ucraineană Вовчищовичі) este un sat în comuna Dîdeatîci din raionul Mostîska, regiunea Liov, Ucraina.

## Demografie
Componența lingvistică a localității Vovciîșciovîci
     Ucraineană (100%)
Conform recensământului din 2001, toată populația localității Vovciîșciovîci era vorbitoare de ucraineană (100%).